# 헨리 6세 (희곡)
《헨리 6세 삼부작》은 셰익스피어의 출세작으로, 장미 전쟁 기간을 연대기적으로 극화한 작품이다.
강력했던 군주 헨리 5세 사후, 그의 유약한 아들 헨리 6세의 통치 하에 있었던 15세기 영국은 왕가인 랑카스터 가문과 그 친척이자 경쟁자였던 요크 가문의 권력투쟁으로 삼십여 년의 내란을 겪는다. 두 가문이 각각 붉은 장미와 흰 장미를 문장으로 했던 까닭에 이 내란을 “장미전쟁”이라 한다. 헨리 6세와 그의 태자(“최후의 랑카스터”)의 죽음을 마지막으로 전쟁은 에드워드 4세가 이끄는 요크가의 승리로 끝난다. 